# Academia Panamericana de Anatomía
La Academia Panamericana de Anatomía es la prolongación académica de la Asociación Panamericana de Anatomía. Creada el 26 de abril de 2010 en la ciudad de San José de Costa Rica, en la Universidad de Costa Rica, durante el III Simposio Ibero Latinoamericano de Terminología anatómica, histológica y embriológica, organizado por la Asociación Panamericana de Anatomía. Tiene como fin colaborar con dicha Asociación en el estudio de cuestiones de carácter técnico y científico vinculadas a la anatomía y a la ciencias morfológicas. Su creación surgió como necesidad a partir de una propuesta de los expresidentes de la Asociación Panamericana de Anatomía y tuvo el respaldo de numerosas profesionales relacionados con el área de la salud, pertenecientes a 15 países de América, valorando su necesidad y proyección futura. Contó además con el aval de la Rectoría de la Universidad de Costa Rica, el Decanato de la Facultad de Medicina y la Dirección de la Escuela de Medicina de dicha Universidad.